# Селино (Московская область)
Селино — деревня в Серпуховском районе Московской области. Входит в состав Липицкого сельского поселения (до 29 ноября 2006 года входила в состав Липицкого сельского округа).

## Население
| 2002 | 2006 | 2010 |
| ---- | ---- | ---- |
| 35   | ↘25  | ↗44  |

## География
Селино расположено примерно в 17 км (по шоссе) на юго-восток от Серпухова, на берегу озера Нерпетское, в пойме реки Оки, высота центра деревни над уровнем моря — 120 м.

## История деревни
Деревня насчитывает более чем 300-летнюю историю.

### Топонимы
Документальное подтверждение существование деревни можно найти на карте московской провинции 1774 года издания составленной инженер-майором Горихвостовым. Примечательно, что тогда на карте населенные пункты назвались Липицы, Вычири, Сарина, Мещерина. На карте Каширского уезда, в 1833 году деревня имела название Селина, а соседние деревни носили названия Бичери и Мещеринова. В карте Шуберта московской губернии, датированной 1866 г, названия соседних деревень имеют следующие названия Вечерисъ, Сельня, Мещернова. Далее в литературных источниках и на картах нынешнее Селино именуется как Селина.

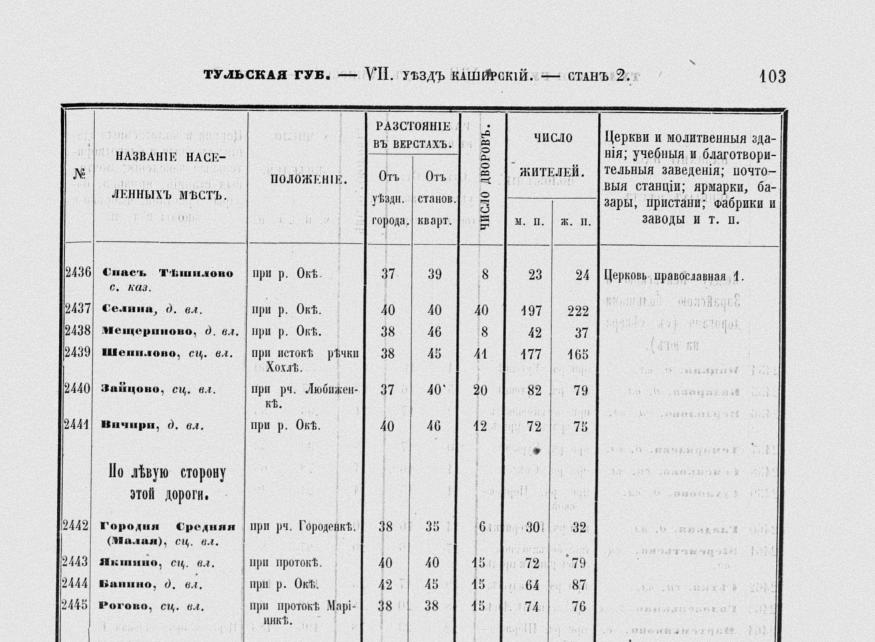
Таблица списка деревень Каширского уезда Тульской губернии в 1859 году

По данным справочника «XLIV. Тульская Губерния. Списки населенных мест по сведениям 1859 года» население деревни Селина (ныне Селино) Каширского уезда составляло 419 человек (197 мужчин и 222 женщины). Деревня состояла из 40-ка дворов.
Вот что писали в 1895 году в книге П. И. Малицкий «Приходы и церкви Тульской епархии»:
Село Липицы стоит на правом берегу р. Оки на старой Московской дороге, в 85 в. от Тулы, в 40 в. от Каширы и в 4-х вер. от Московско-Курской ж. д. Из истории прихода села Липиц сохранилось не много сведений. Известно только, что село это было некогда дворцовою волостью, как это видно из пометки, сделанной на сохранившейся в церкви старой триоди в 1701 году рукою „попа Флора“. После этого село перешло во владение канцлера графа Гавриила Ив. Головкина, затем во владение Измаиловых и далее во владение менее известных помещиков. Название села, как можно полагать, произошло от множества лип, окружавших прежде господский парк, остатки которых, в виде двух больших липовых аллей, сохранились в этом саду и доселе.
Вид на деревню Селино от деревни Мещериново

Приход состоит из села и деревень: Селиной, Вичири, Михайловки, Баниной и села Лукьянова, присоединенного к приходу в 1852 году и принадлежавшего прежде приходу с. Лысцева Алексинск. уезда. Всех прихожан в приходе числится более 1000 душ м. пола и 1174 ж. пола: между ними есть, хотя и не особенно много, старообрядцы равных согласий. Гнездом старообрядчества в приходе служит дер. Селина, где у старообрядцев есть даже молитвенный дом. Кроме земледелия, многие занимаются отхожими промыслами, отправляются на заработки в Москву, Петербург и другие города. Кроме того, в селе развито образцовое садоводство, составляющее более видную отрасль добывающей промышленности, чем даже земледелие. Документальных сведений касательно истории приходского храма не сохранилось. Есть предание, что за Липицами находилось когда-то село Саларево, от которого в настоящее время никакого следа: только лес, находящийся верстах в 3-х от Липиц, носит название Саларево. В этом селе первоначально будто бы и существовал деревянный храм, о судьбе которого ничего неизвестно.
Приходская деревня Селино в 1890-х гг. была центром старообрядчества (имелась «раскольничья молельня»), там же сказывалось и влияние сект («хлыстовщина»). Для противодействия всему этому, с 1896 г. второй священник села Липиц Иоанн Щеглов посещал Селино, служа всенощные накануне воскресных и праздничных дней и проводя затем религиозно-нравственные беседы в доме крестьянина Ивана Полишина; приходское духовенство хлопотало о строительстве в деревне Селино школы, которая служила бы также православным молитвенным домом.

## Современное состояние
На 2016 год в деревне зарегистрировано 6 улиц и 1 проезд. Селино связано автобусным сообщением с райцентром и соседними населёнными пунктами (маршрут № 33).